# Яворне
Яворне (992 m n.p.m.) — гірський пік у Західних Бещадах. Розташований у гірському пасмі Високий Діл, на схід від Перевалу Жебрак.
На південний схід через перевал (928 м) розташована гора Волосян. Обидві вершини повністю вкриті лісами. Гора входять до Тісна-Ветлинського ландшафтного парку.
Через цю гору проходить туристична стежка Бескидів: Перевал Жебрак — Волосян.
Гірське пасмо Високий Діл історично було межею, якою проходив поділ етнографічних територій розселення українських груп лемків і бойків.
До 1946 року на цих територіях українці складали більшість населення, проте під час «Операції Вісла» їх було виселено до Польщі.